# Nation station
Nation station är en tunnelbanestation samt pendeltågsstation i Paris belägen precis vid Place de la Nation. Stationen trafikeras av fyra tunnelbaneinjer: linje 1, linje 2, linje 6 och linje 9 samt pendeltåg RER linje A och är en stor knutpunkt i östra delen av Paris. Tunnelbanans första station invigdes 1900 och pendeltågsstationen 1969.

## Bilder

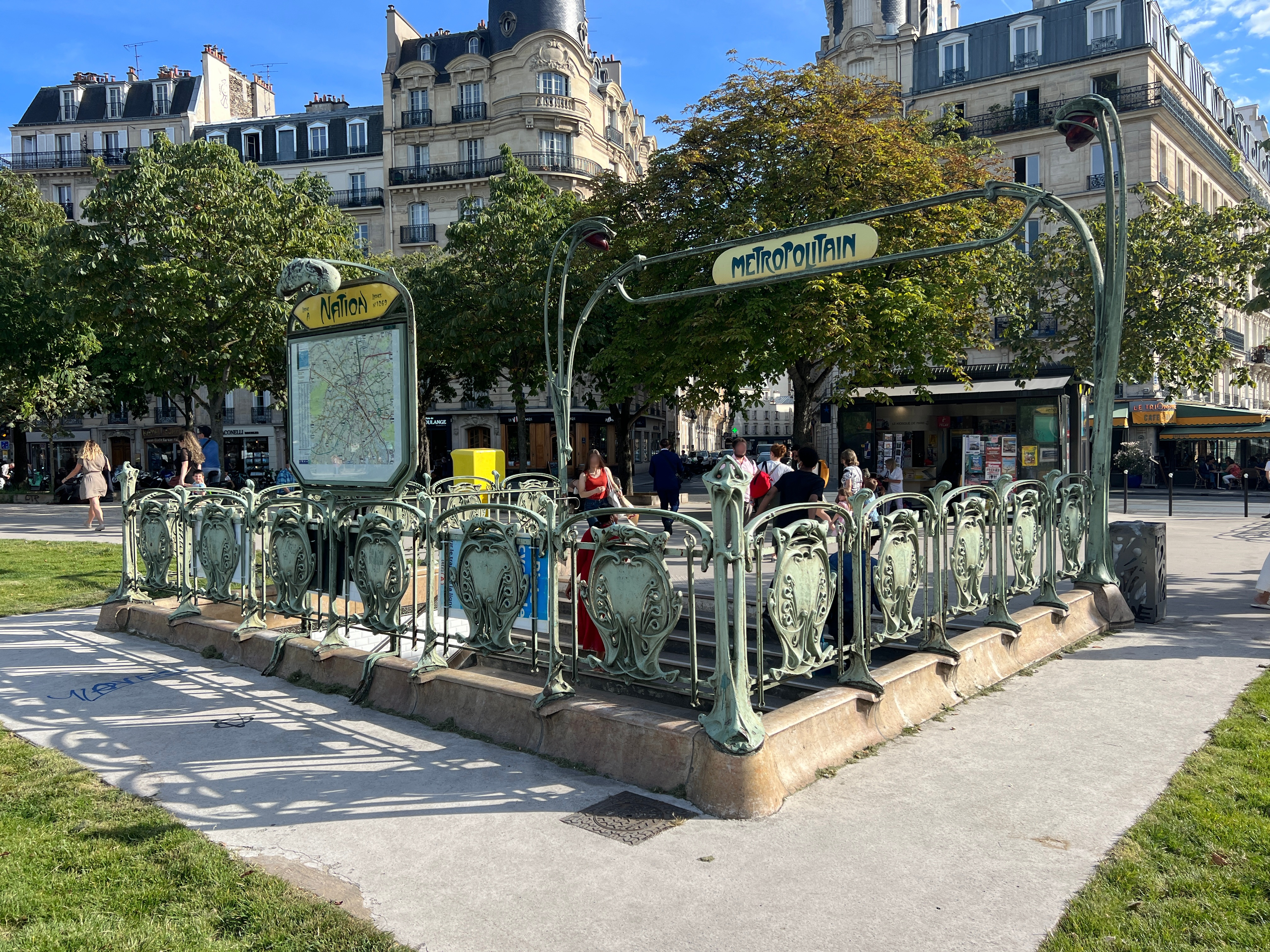
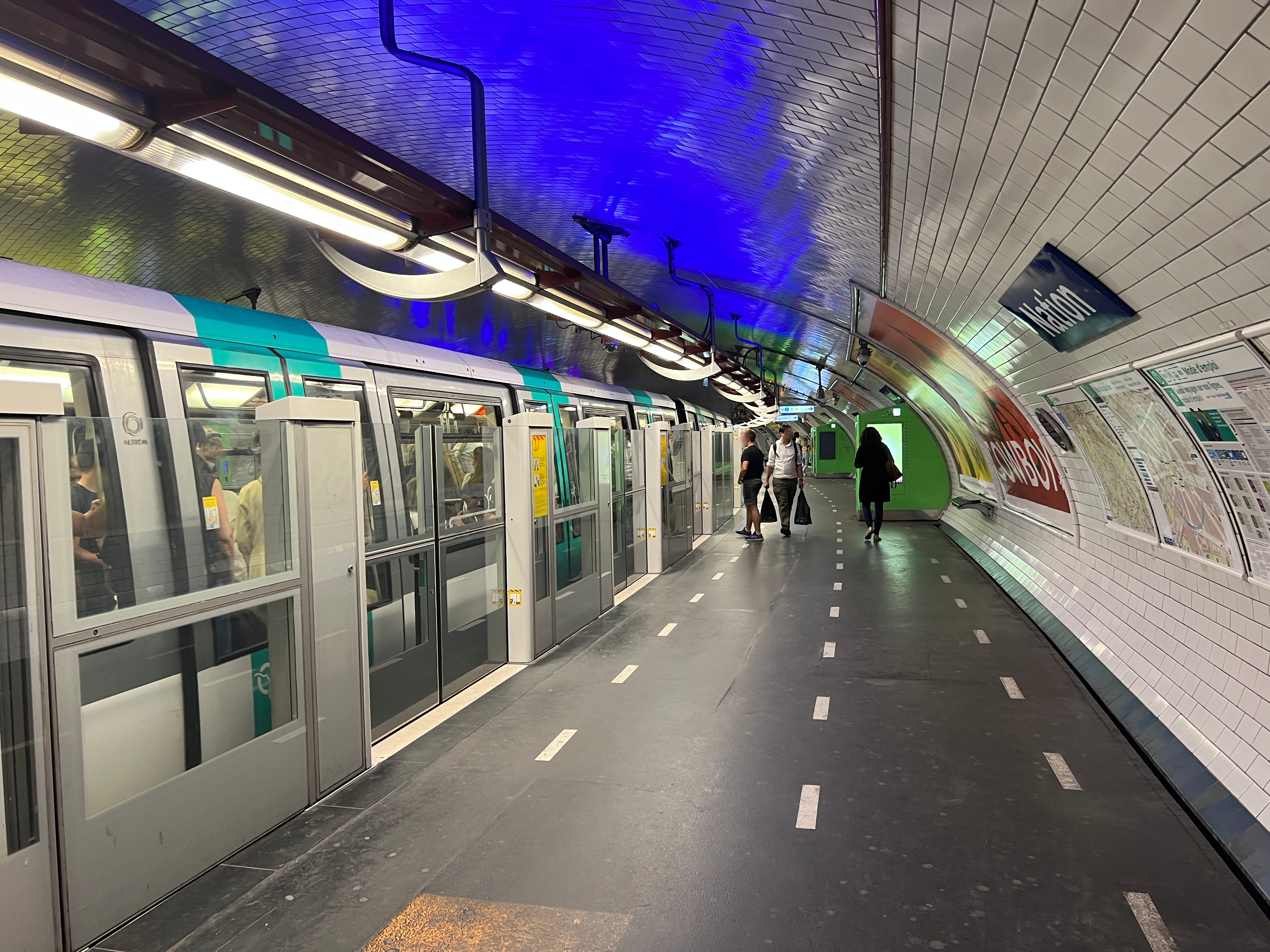
Metro linje 1
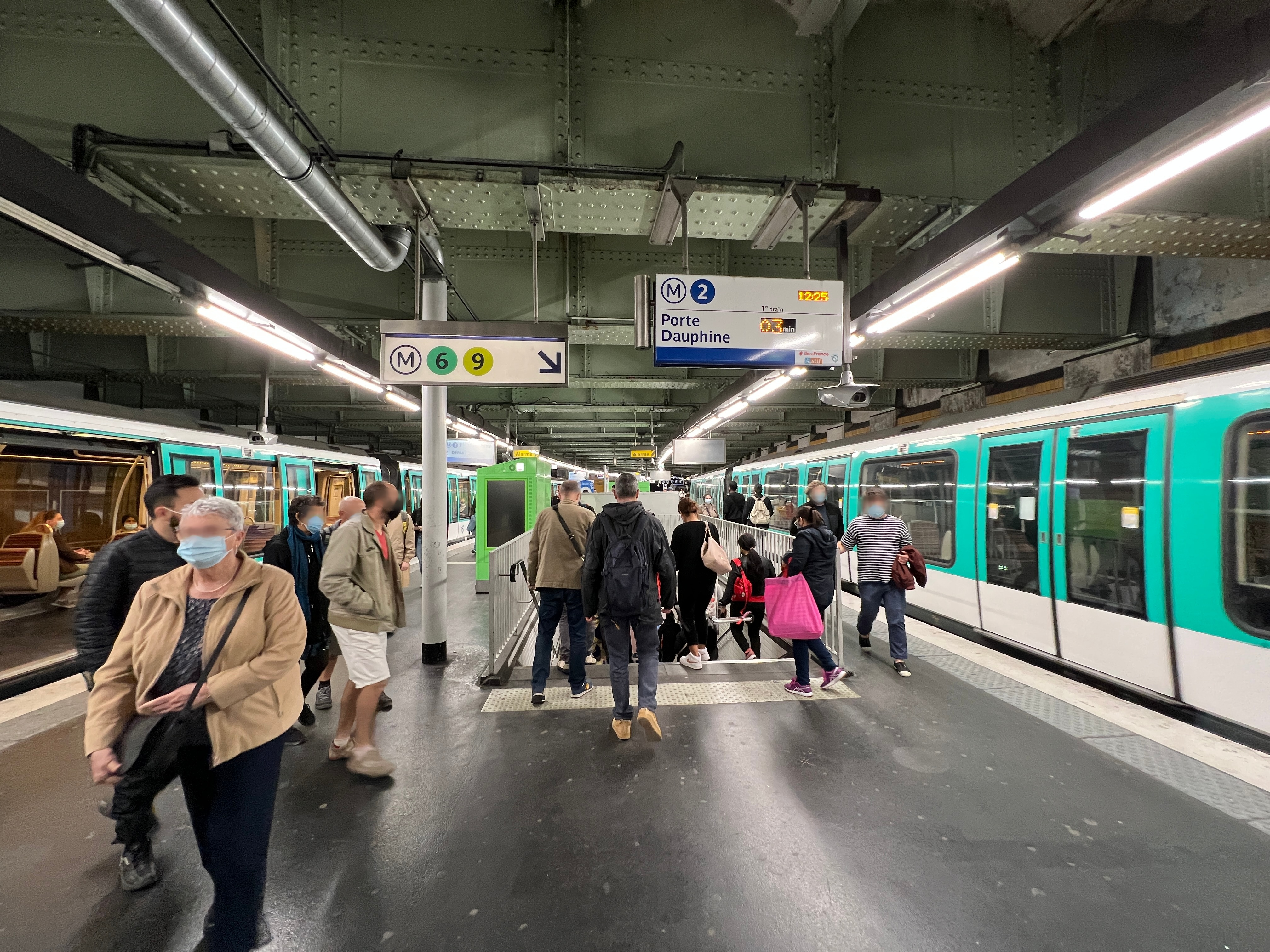
Metro linje 2
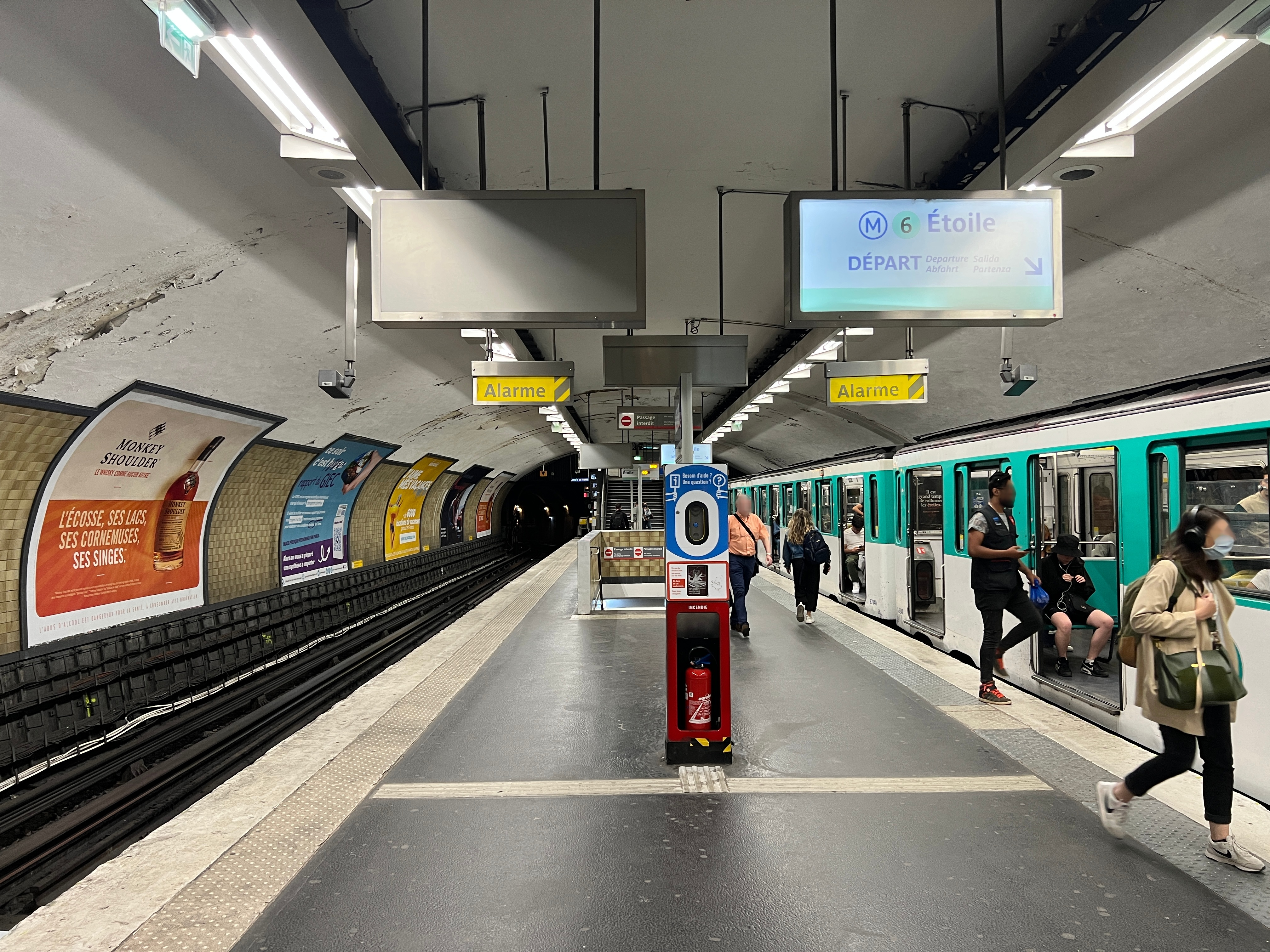
Metro linje 6
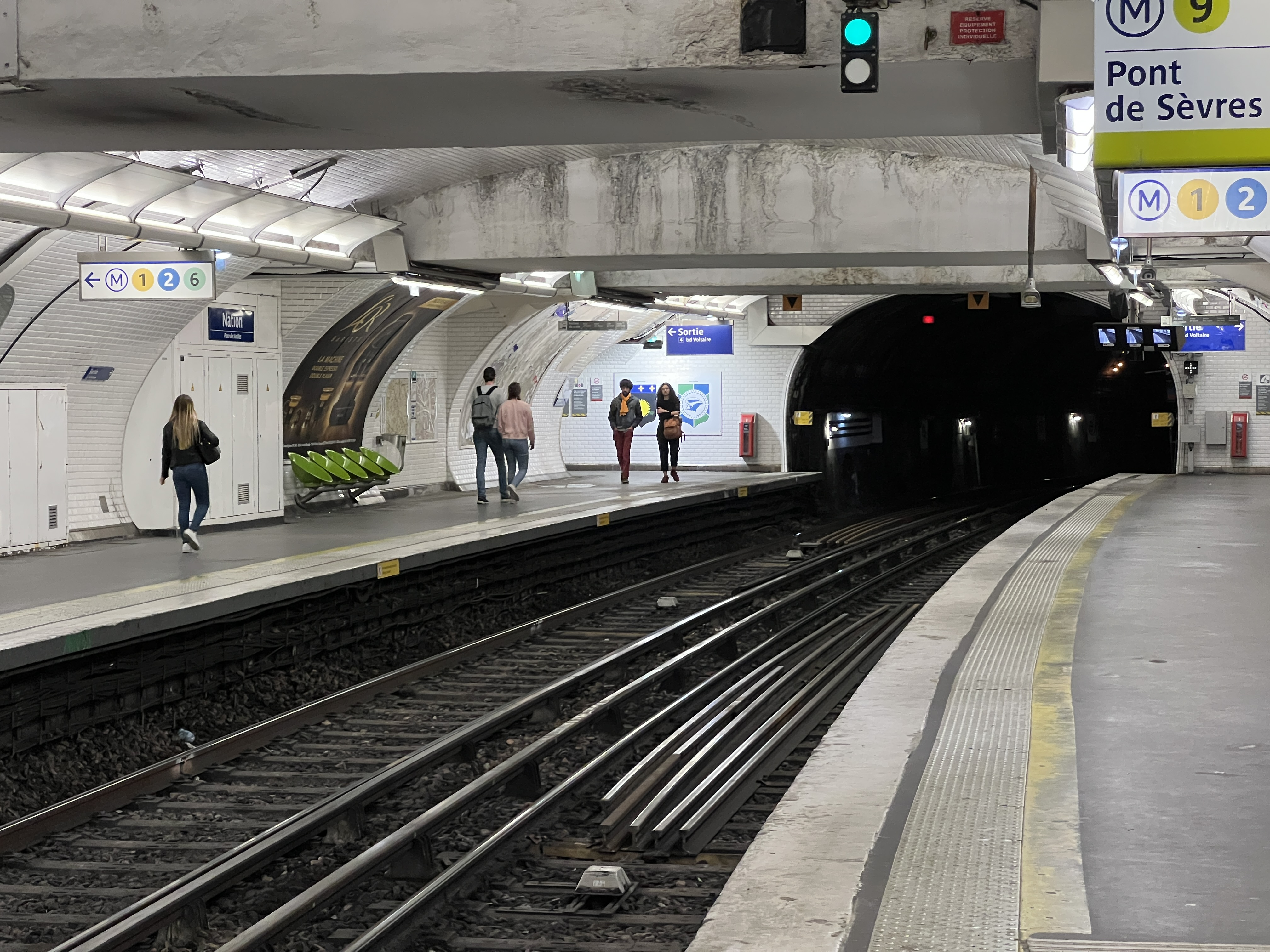
Metro linje 9
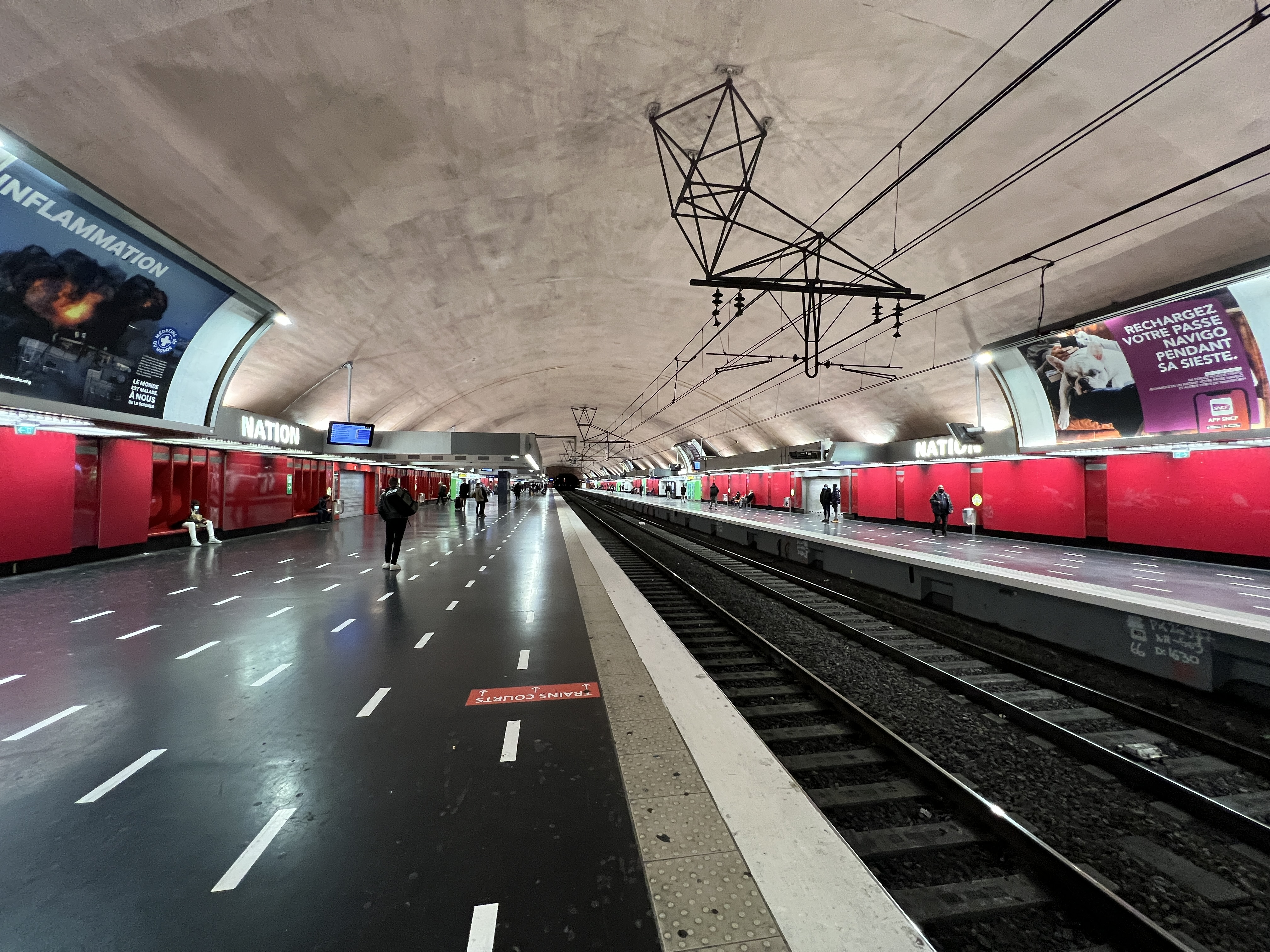
RER (Pendeltåg) linje A